# Bonnie Arnold
Bonnie Arnold (Atlanta, 1955) è una produttrice cinematografica statunitense.
Ha lavorato per Walt Disney Pictures, Pixar Animation Studios e DreamWorks Animation.

## Biografia
Arnold ha conseguito una laurea in giornalismo presso l'Università della Georgia e un master in giornalismo presso l'Università di Boston. Il suo primo incarico professionale fu quello di pubblicista per il film La moglie del campione di Neil Simon prodotto dall'American Playhouse. Ha poi lavorato come freelancer nella produzione cinematografica ad Atlanta e ha incontrato il produttore David Picker, che l'ha invitata a lavorare alla Columbia Pictures di Los Angeles. Mentre lavorava a un film di Tony Scott (regista) intitolato Revenge - Vendetta, Bonnie ha incontrato Kevin Costner e ha finito per unirsi alla produzione di Balla coi lupi come produttrice associata. Nel 1992 è stata ingaggiata da Peter Schneider e John Lasseter per lavorare a Toy Story - Il mondo dei giocattoli prodotto dalla Disney. Ha poi prodotto Tarzan (1999), supervisionando una troupe di 1100 persone con un budget di 130 milioni di dollari, e La gang del bosco (2006) per la DreamWorks Animation.  Per la serie Dragon Trainer ha vinto un Golden Globe ed è stata candidata due volte all'Oscar al miglior film d'animazione.
Dal 2015 si occupa dello sviluppo creativo e della produzione dei film della DreamWorks. È membro dell'Academy of Motion Picture Arts and Sciences e della British Academy of Film and Television Arts.

## Vita privata
Arnold risiede a Santa Monica con suo marito e sua figlia. Si appassiona ai film per famiglie grazie a sua madre, un'insegnante e appassionata di cinema che spesso portava lei e suo fratello al cinema, dove suo zio lavorava come proiezionista.

## Filmografia

### Produttrice associata
- Balla coi lupi, regia di Kevin Costner (1990)
- La famiglia Addams, regia di Barry Sonnenfeld (1991)

### Produttrice
- Toy Story - Il mondo dei giocattoli, regia di John Lasseter (1995)
- Tarzan, regia di Kevin Lima e Chris Buck (1999)
- La gang del bosco, regia di Tim Johnson e Karey Kirkpatrick (2006)
- The Last Station, regia di Michael Hoffman (2009)
- Dragon Trainer, regia di Chris Sanders e Dean DeBlois (2010)
- Dragon Trainer 2, regia di Dean DeBlois (2014)
- Dragon Trainer: il mondo nascosto, regia di Dean DeBlois (2019)